# Birgitta Sorbon Malmsten

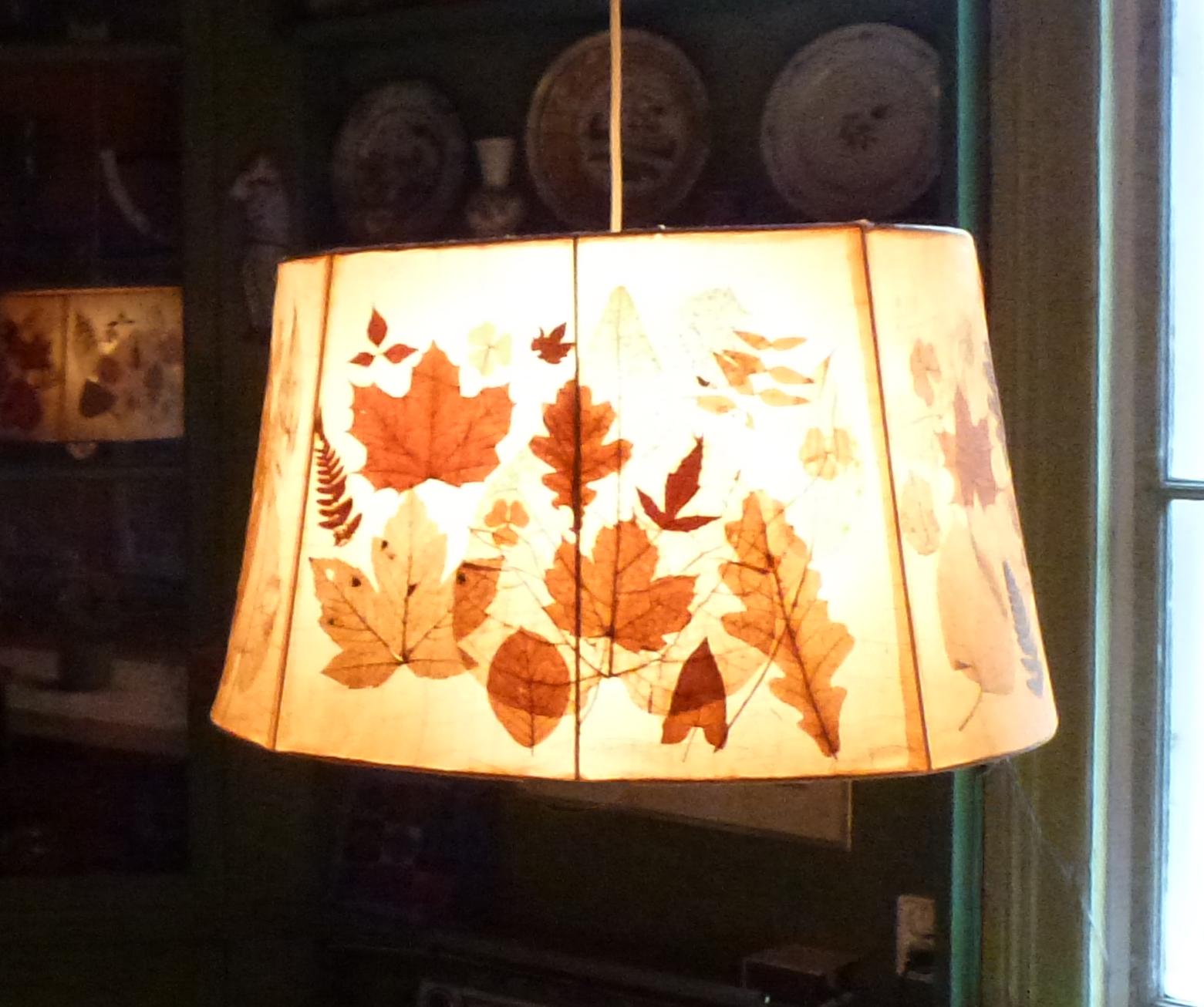
Lampskärmen Puck gjord av Birgitta Sorbon Malmsten 1960.

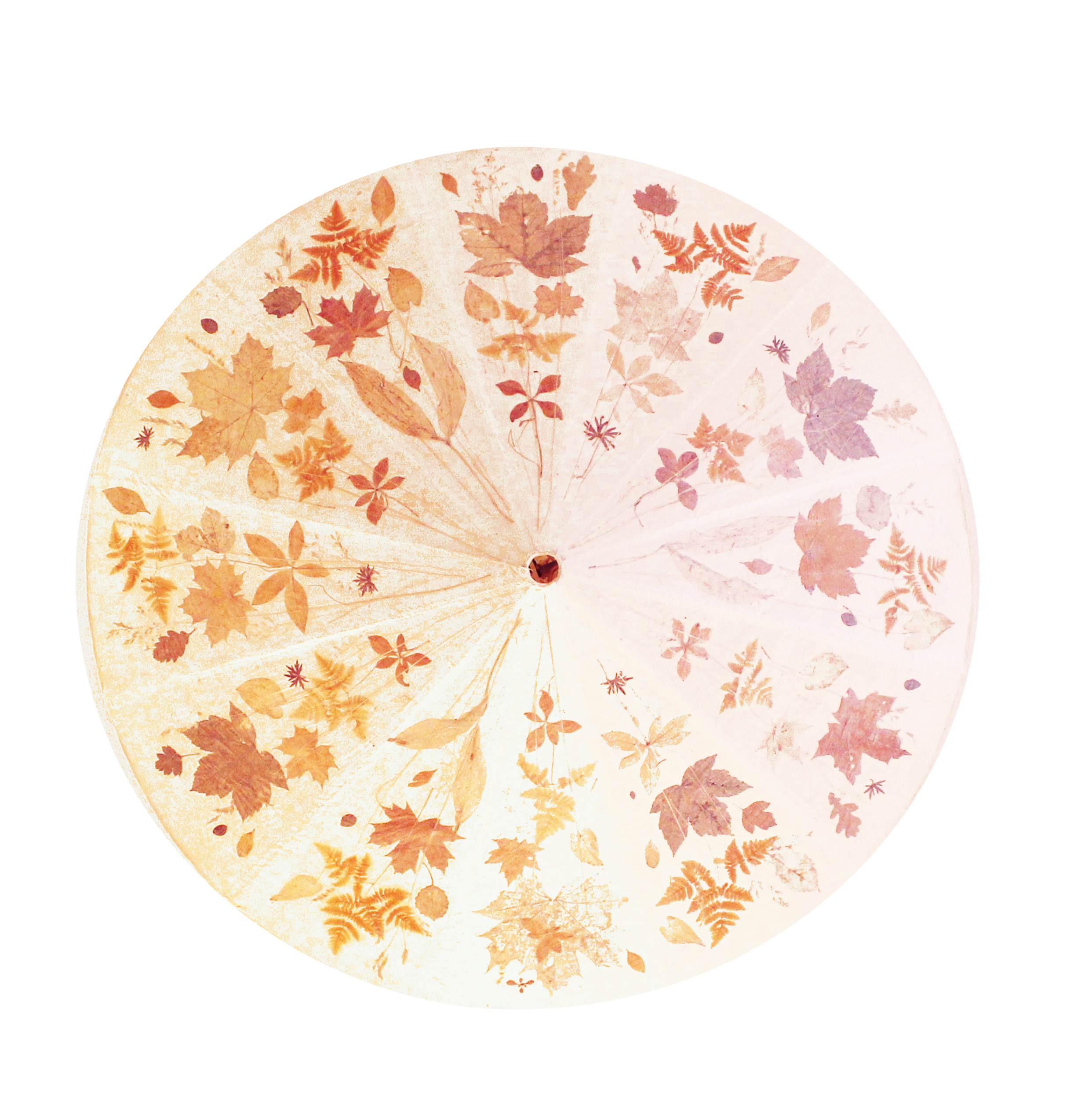
takplafond, 1969

Anna Birgitta Sorbon Malmsten, född Sorbon 9 april 1923 i Södertälje, död 21 oktober 1973 i Solna, var en svensk konsthantverkare. 
Birgitta Sorbon Malmsten var dotter till hovfotografen David Sorbon och gymnastikdirektören Gerda Sorbon, född Lundqvist. Hon växte upp i Göteborg där hon studerade på Slöjdföreningens skola på 1940-talet. Tillsammans med sina systrar Marie-Louise och Stina Sorbon ingick hon också periodvis i gruppen Sorbon Sisters när systern Ulla Sorbon var sjuk.
Hon gifte sig 1944 med Egil Malmsten och de bosatte sig i Solna stad i hans föräldrars gamla villa, Övre Karlsro, i Bergshamra. Birgitta Sorbon Malmsten fick redan på 1940-talet bistå svärfadern Carl Malmsten med figurer i intarsiaarbeten. Hon utbildade sig senare på Carl Malmstens Verkstadsskola och arbetade på Malmstens arkitektkontor.
Birgitta Sorbon Malmsten är upphovskvinnan till Birgittaskärmarna, de olika lampskärmarna av pergamin med torkade växter som Egil Malmsten fortsatte att tillverka efter hennes död. Därefter har barnbarnet Jenny Malmsten stått för tillverkningen och sedan barnbarnet Vanja Sorbon Malmsten som tillverkar dem sedan 2000-talet.
Birgitta Sorbon Malmsten är gravsatt i minneslunden på Solna kyrkogård.